# أفرو أفيان
أفرو أفيان (بالإنجليزية: Avro Avian) هي طائرة تدريب خفيفة، بمقعدين. أنتجت في 1926 ببريطانيا. من صناعة أفرو. كان أول طيران لها في 1926. دخلت الخدمة في 1927، صنع منها 405 طائرة.

## المستخدمون
- سلاح الجو الملكي الكندي
- سلاح جو جنوب أفريقيا